# Раствор Рингера
Раство́р Ри́нгера — многокомпонентный физиологический раствор. Раствор в дистиллированной воде нескольких неорганических солей с точно выдержанными концентрациями, таких как хлорид натрия, хлорид калия, хлорид кальция, а также бикарбонат натрия для стабилизации кислотности раствора pH как буферный компонент.
Применяется в медицине, в физиологии для изучения деятельности тканей вне органов, для перфузии изолированных органов.
Иногда в составы раствора Рингера, используемые в физиологии, могут вводиться питательные вещества для живых тканей, например, АТФ, глюкозу, а также для подавления развития вредной микрофлоры антибиотики и противогрибковые средства.
Стандартный раствор Рингера состоит из 6,5 г NaCl, 0,42 г KCl и 0,25 г CaCl2 растворённых в 1 литре бидистиллированной (в стеклянном перегонном аппарате) воды.
Раствор был назван в честь Сиднея Рингера, который в 1882—1885 годах установил, что в растворе для перфузии сердца лягушки должны содержаться соли натрия, калия и кальция в найденной им пропорции, чтобы изолированное сердце лягушки продолжало биться в течение длительного времени.

## Раствор Рингера в медицине
В составе медицинского раствора Рингера содержится 8,60 г NaCl, 0,30 г KCl и 0,33 г CaCl2 на литр и вспомогательные вещества — едкий натр, соляная кислота. Раствор содержит: натрия (Na+) 147,00 ммоль, калия (K+) 4,00 ммоль, кальция (Ca2+) 2,25 ммоль, хлоридa (Cl-) 155,60 ммоль. Теоретическая осмолярность: 309 мосмоль.
Раствор Рингера возмещает потери экстрацеллюлярной жидкости и основных электролитов (натрия, калия, кальция) и хлоридов.
Вводят внутривенно капельно в дозе от 500 до 1000 мл/сутки, средняя скорость введения — 3,0 мл/кг массы тела в час или 70 капель/мин или 250 мл/час. Общая суточная доза составляет до 2-6 % массы тела.

### Показания к применению
В качестве плазмозамещающего средства при отсутствии необходимости в возмещении эритроцитов, в том числе при шоке, коллапсе, ожогах, обморожениях, длительной рвоте, диарее. Препарат используют при дегидратации различного генеза, гипонатриемии, гиповолемическом шоке (как вспомогательная терапия), при метаболическом ацидозе с потерей жидкости.
Для восстановления и поддержания электролитного состава тканей при холере.

### Противопоказания
Гиперчувствительность к компонентам препарата, декомпенсированная сердечная недостаточность, отек легких, отек мозга, олигоурия, анурия, ацидоз, гиперволемия, гиперхлоремия, гиперкальциемия, гипернатриемия, сопутствующая терапия ГКС.
С осторожностью — при сердечной недостаточности, артериальной гипертензии, нарушение функции печени или почек.

### Побочные действия
При введении большого объёма раствора возможно развитие ацидоза.
При неадекватно высокой дозе возможно нарушение водно-электролитного баланса, в том числе гиперволемия, гипернатриемия, гиперкалиемия, гиперкальциемия, гиперхлоремия.

## Растворы Рингера в физиологии животных
В физиологии животных используются растворы Рингера несколько иного состава:
| Ингредиент | для млекопитающих | для лягушек | для насекомых |
| ---------- | ----------------- | ----------- | ------------- |
| NaCl       | 0,9 %             | 0,650 %     | 0,650 %       |
| KCl        | 0,042 %           | 0,014 %     | 0,025 %       |
| CaCl2      | 0,024 %           | 0,012 %     | 0,025 %       |
| NaHCO3     | 0,015 %           | 0,020 %     | 0,025 %       |

## Раствор Кребса — Рингера
Является разновидностью раствора Рингера. Состав: 25 mM NaCl, 2,5 mM KCl, 1,25 mM NaH2PO4, 2 mM CaCl2, 1 mM MgCl2, 25 mM NaHCO3, 25 mM глюкоза. Аэрация карбогеном (95 % O2 и 5 % CO2) в течение 30 минут для достижения физиологического pH 7,4.

## Раствор Рингера — Локка
Является разновидностью раствора Рингера.
Применяется в медицине, в физиологии для изучения деятельности тканей вне организма, для перфузии изолированных органов.
Представляет собой бесцветный прозрачный водный раствор следующего состава:
| Компонент | г/л |
| --------- | --- |
| NaCl      | 9   |
| KCl       | 0.2 |
| CaCl2     | 0.2 |
| NaHCO3    | 0.2 |
| Глюкоза   | 1   |

Раствор Рингера—Локка изотоничен плазме крови животных, регулирует водно-солевое и кислотно-щелочное равновесие в организме животных. После введения препарата быстро всасывается из места инъекции и распределяется в органах и тканях животного.
По степени воздействия на организм Раствор Рингера—Локка согласно ГОСТ 12.1.007-76 относится к веществам малоопасным (4 класс опасности). Препарат не оказывает раздражающего действия на ткани.
Срок годности препарата — 2 года со дня изготовления. Запрещается использовать лекарственное средство после окончания срока его годности.
Показания к применению: шок, отравления, ожоги, холера, токсическая диспепсия, неукротимая рвота, острые кровопотери (вместе с гемотрансфузией).

## Раствор Рингера — Тироде
Одна из разновидностей раствора Рингера.
Применяется в медицине, в физиологии для изучения деятельности тканей вне органов, для перфузии изолированных органов.
| Ингредиент | %     |
| ---------- | ----- |
| NaCl       | 0,800 |
| KCl        | 0,020 |
| CaCl2      | 0,020 |
| NaHCO3     | 0,010 |
| MgCl2      | 0,010 |
| NaH2PO4    | 0,005 |
| Глюкоза    | 0,100 |

Раствор Tyrode для теплокровных (37 °C):
| Ингредиент                                                 | n, ммоль | мол. вес | c, моль/л | V, мл | m, г       |
| ---------------------------------------------------------- | -------- | -------- | --------- | ----- | ---------- |
| NaCl                                                       | 135      | 58,44247 | 4         | 33,75 | 7,88973345 |
| KCl                                                        | 4        | 74,551   | 1         | 4     | 0,298204   |
| NaH2PO4*2H2O                                               | 0,33     | 192      | 1         | 0,33  | 0,06336    |
| MgCl2*6H2O                                                 | 1        | 203,3007 | 1         | 1     | 0,2033007  |
| Глюкоза                                                    | 11       | 180      | 10        | 1,1   | 1,98       |
| CaCl2*2H2O                                                 | 2,5      | 110,9834 | 1         | 2,5   | 0,2774585  |
| HEPES (4-(2-hydroxyethyl)-1-piperazineethanesulfonic acid) | 10       | 260      | нет       | нет   | 2,6        |

0,15—0,3 % коллагеназа (Sigma тип IV) до pH=7,3.
Концентрация c, моль/л указана для приготовления матричных растворов (тогда, когда это возможно) для последующего их дозирования по объёму (V, мл), что ускоряет процесс приготовления растворов.